# Nobuhiko Takada
Nobuhiko Takada (jap.  高田延彦 Takada Nobuhiko;  ur. 12 kwietnia 1962 w Isogo-ku) – japoński wrestler oraz zawodnik mieszanych sztuk walki. Współzałożyciel organizacji MMA Pride Fighting Championships oraz wrestlerskiej HUSTLE. Podczas kariery wrestlerskiej zdobywał tytuły mistrzowskie New Japan Pro-Wrestling wagi ciężkiej, junior ciężkiej oraz w tag teamie wraz z Akirą Maedą. Aktualnie jest rzecznikiem prasowym oraz matchmakerem w organizacji MMA Rizin Fighting Federation.

## Wrestling i MMA
W latach 1981–2002 występował dla wielu wrestlerskich federacji, głównie dla krajowych takich jak New Japan Pro-Wrestling czy Universal Wrestling Federation. W tej pierwszej w 1986 został mistrzem wagi junior ciężkiej, a w 1996 wagi ciężkiej. W 1987 zdobył pas NJPW w tag-teamie ze swoim partnerem ringowym Akirą Maedą. Został sklasyfikowany przez Pro Wrestling Illustrated na wysokim 27 miejscu wśród 500 najlepszych wrestlerów roku 1995. W latach 1989–1990 występował w  Union of Wrestling Force (UWF).
W 1990 nastąpił rozłam w UWF po którym Takada w 1991 założył własną federację, Union of Wrestling Force International (UWFI) która mocno bazowała na poprzedniczce. W 1994 oraz 1995, brazylijski mistrz jiu jitsu Rickson Gracie wygrywał dwukrotnie turniej Vale Tudo Japan w Tokio, deklasując wszystkich swoich rywali, w tym poddając czterech japońskich zawodników puroresu tą samą techniką (duszenie zza pleców). Takada chcąc bronić honoru japońskich sportowców oraz dyscypliny jaką reprezentował (puroresu), wyzwał na pojedynek Brazylijczyka - ten mimo początkowych chęci, nie przyjął wyzwania, głównie z powodu tego iż pojedynek miał być reżyserowany i zwycięzca z góry ustalony. W grudniu 1996, Takada wraz z konsorcjum KRS założył federację KRS PRIDE, a 11 października 1997 odbyła się premierowa gala PRIDE, gdzie w walce wieczoru Takada zmierzył się z Ricksonem Gracie. Ostatecznie to Brazylijczyk był górą w tym starciu, poddając w 2 minucie i 32 sekundzie Japończyka dźwignią na łokieć.
Gala PRIDE mimo porażki Takady okazała się wielkim sukcesem, gdyż zgromadziła w tokijskiej hali Tokyo Dome prawie 48 tysięczną widownię. Projekt postanowiono kontynuować. 11 października 1998 na PRIDE 4, doszło do długo wyczekiwanego rewanżu z Gracie. Tym razem walka była bardziej wyrównana, lecz mimo to w 10 minucie starcia, Gracie ponownie zmusił do poddania Takadę tą samą techniką co w pierwszym ich starciu. W kwietniu 1999, na kolejnej gali, sensacyjnie poddał faworyzowanego zapaśnika i mistrza wagi ciężkiej Ultimate Fighting Championship Marka Colemana. Wielu ekspertów i komentatorów uważa tę walkę za wyreżyserowaną, w której z góry zwycięzcą miał być Takada. W kolejnych latach nie osiągał żadnych sukcesów na polu mieszanych sztuk walki. Notował porażki z Markiem Kerrem, Roycem Gracie i Ihorem Wowczanczynem oraz remisy z Mirko Filipoviciem czy Mikiem Bernardo. Ostatnią walkę w karierze stoczył 24 listopada 2002, przegrywając przez ciężki nokaut z Kiyoshi Tamurą. Przez następne lata skupił się na promocji i prowadzeniu PRIDE.
Podczas zarządzania PRIDE, w 2004 założył federację wrestlerską, HUSTLE. W 2007 PRIDE zostało wykupione przez amerykańską korporację Zuffa (właścicieli UFC), a on sam zaprzestał promocji MMA na kilka lat. W 2015 powrócił do organizowania gal MMA wraz ze wspólnikiem i byłym prezydentem PRIDE Nobuyuki Sakakibarą, tworząc nową organizację Rizin Fighting Federation, która w założeniach miała nawiązywać do gal PRIDE.

## Lista walk w MMA
2 zwycięstwa – 6 porażki – 2 remisy
| Wynik     | Bilans | Przeciwnik       | Rozstrzygnięcie                     | Runda | Czas  | Rozgrywki                           | Data       | Miejsce  | Uwagi                                                                      |
| --------- | ------ | ---------------- | ----------------------------------- | ----- | ----- | ----------------------------------- | ---------- | -------- | -------------------------------------------------------------------------- |
| Przegrana | 2-6-2  | Kiyoshi Tamura   | KO (ciosy pięściami)                | 1     | 2:00  | PRIDE 23                            | 24.11.2002 | Tokio    |                                                                            |
| Remis     | 2-6-1  | Mike Bernardo    | Remis                               | 3     | 3:00  | Inoki Bom-Ba-Ye 2001                | 31.12.2001 | Saitama  | specjalne zasady walki, po upływie regulaminowego czasu automatyczny remis |
| Remis     | 2-6    | Mirko Filipović  | Remis                               | 4     | 5:00  | PRIDE 17                            | 03.11.2001 | Tokio    | specjalne zasady walki, po upływie regulaminowego czasu automatyczny remis |
| Przegrana | 2-5    | Ihor Wowczanczyn | Poddanie (ciosy pięściami)          | 4     | 5:00  | PRIDE 11                            | 31.10.2000 | Tokio    |                                                                            |
| Przegrana | 2-4    | Royce Gracie     | Decyzja (jednogłośna)               | 1     | 15:00 | PRIDE Grand Prix 2000 Opening Round | 30.01.2000 | Tokio    | pierwsza runda PRIDE GP wagi otwartej                                      |
| Przegrana | 2-3    | Mark Kerr        | Poddanie (klucz na rękę - kimura)   | 1     | 15:00 | PRIDE 6                             | 04.07.1999 | Yokohama |                                                                            |
| Wygrana   | 2-2    | Mark Coleman     | Poddanie (dźwignia skrętna na nogę) | 2     | 1:44  | PRIDE 5                             | 29.04.1999 | Nagoja   |                                                                            |
| Przegrana | 1-2    | Rickson Gracie   | Poddanie (dźwignia na łokieć)       | 1     | 9:28  | PRIDE 4                             | 11.10.1998 | Tokio    |                                                                            |
| Wygrana   | 1-1    | Kyle Sturgeon    | Poddanie (dźwignia skrętna na nogę) | 1     | 2:17  | PRIDE 3                             | 24.06.1998 | Tokio    |                                                                            |
| Przegrana | 0-1    | Rickson Gracie   | Poddanie (dźwignia na łokieć)       | 1     | 2:32  | PRIDE 1                             | 11.10.1997 | Tokio    |                                                                            |

## Styl walki
Finishery
- Cross armbreaker
- Crossface chickenwing
- High-speed roundhouse kick to the opponent's head

Popisowe akcje
- Ankle lock
- Camel clutch
- Cross kneelock
- Guillotine choke
- High knee
- Kimura lock
- Palm strike
- Rear naked choke
- Różne warianty kopnięć:
  - Jumping sole
  - Missile drop
  - Repeated stiff shoot to the opponent's chest and legs
  - Roundhouse
  - Soccer to the opponent's face
  - Spin
- Różne warianty suplesów:
  - Belly-to-back
  - Belly-to-belly
  - Bridging full nelson
  - German

## Osiągnięcia[7][8]
- New Japan Pro-Wrestling
  - 1986: Mistrz IWGP w wadze junior ciężkiej
  - 1997: Mistrz IWGP Tag Team wraz z Akirą Maedą
  - 1996: Mistrz IWGP w wadze ciężkiej
- Union of Wrestling Forces International
  - 1992 i 1995: Mistrz Świata Real Pro Wrestling w wadze ciężkiej
- Wrestle Association R
  - 1996: Mistrzostwo WAR World Six-Man Tag Team wraz z Naoki Sano i Masahito Kakiharą
- Pro Wrestling Illustrated
  - PWI sklasyfikowało go na 27. miejscu wśród 500 najlepszych wrestlerów roku 1995.
  - PWI sklasyfikowało go na 43. miejscu wśród 500 najlepszych wrestlerów podczas PWI Years 2003.
  - PWI sklasyfikowało go na 13. miejscu wśród 100 najlepszych tag-teamów (wraz z Akirą Maedą) podczas PWI Years 2003.
- Wrestling Observer Newsletter
  - 1984: 5 Star Match przeciwko Kazuo Yamazakiemu
  - 1987: Best Technical Wrestler
  - 1996: Członek Galerii Sław WON